# ビーバーゲミュント
ビーバーゲミュント (ドイツ語: Biebergemünd) は、ドイツ連邦共和国ヘッセン州マイン＝キンツィヒ郡に属す町村（以下、本項では便宜上「町」と記述する）である。キンツィヒ川の谷に位置し、ゲルンハウゼンの東約 5 km にあたる。

## 地理

### 位置
ビーバーゲミュントの町域内にビーバー川およびキンツィヒ川の谷が走っている。ビーバー地区で湧出し、北に向かって流れるビーバー川は、ビーバーゲミュントのヴィルトハイム地区でキンツィヒ川に注ぐ。

### 隣接する市町村
ビーバーゲミュントは、北はヴェヒタースバッハ、東はバート・オルプおよびヨスグルント、南東はフレールスバッハタール（以上いずれもマイン＝キンツィヒ郡）、南は市町村に属さない地区であるシェルキッペンの森、町村クラインカールおよび市町村に属さないガイゼルバッハの森（以上、アシャッフェンブルク郡）、西はリンゼンゲリヒトおよびゲルンハウゼン（ともにマイン＝キンツィヒ郡）と境を接している。

### 自治体の構成
自治体ビーバーゲミュントは以下の 6 つの地区から成る。
- ビーバー（かつての独立した村レーリングおよびガッセンが合併した）
- ブライテンボルン/リュッツェル（かつての独立した村ブライテンボルンおよびリュッツェルが合併した）
- カッセル
- ランツィンゲン
- ロスバッハ
- ヴィルトハイム（およびノイ＝ヴィルトハイム）

## 歴史
1970年にそれまで独立していたヴィルトハイムとカッセルの村が合併してビーバーゲミュントが成立した。また、ビーバー、ブライテンボルン、ランツィンゲン、リュッツェル、ロスバッハが合併して1971年にビーバーという新たな町が成立した。このビーバーゲミュントとビーバーが1974年にビーバーゲミュントという町名を引き継いで合併した。

## 宗教

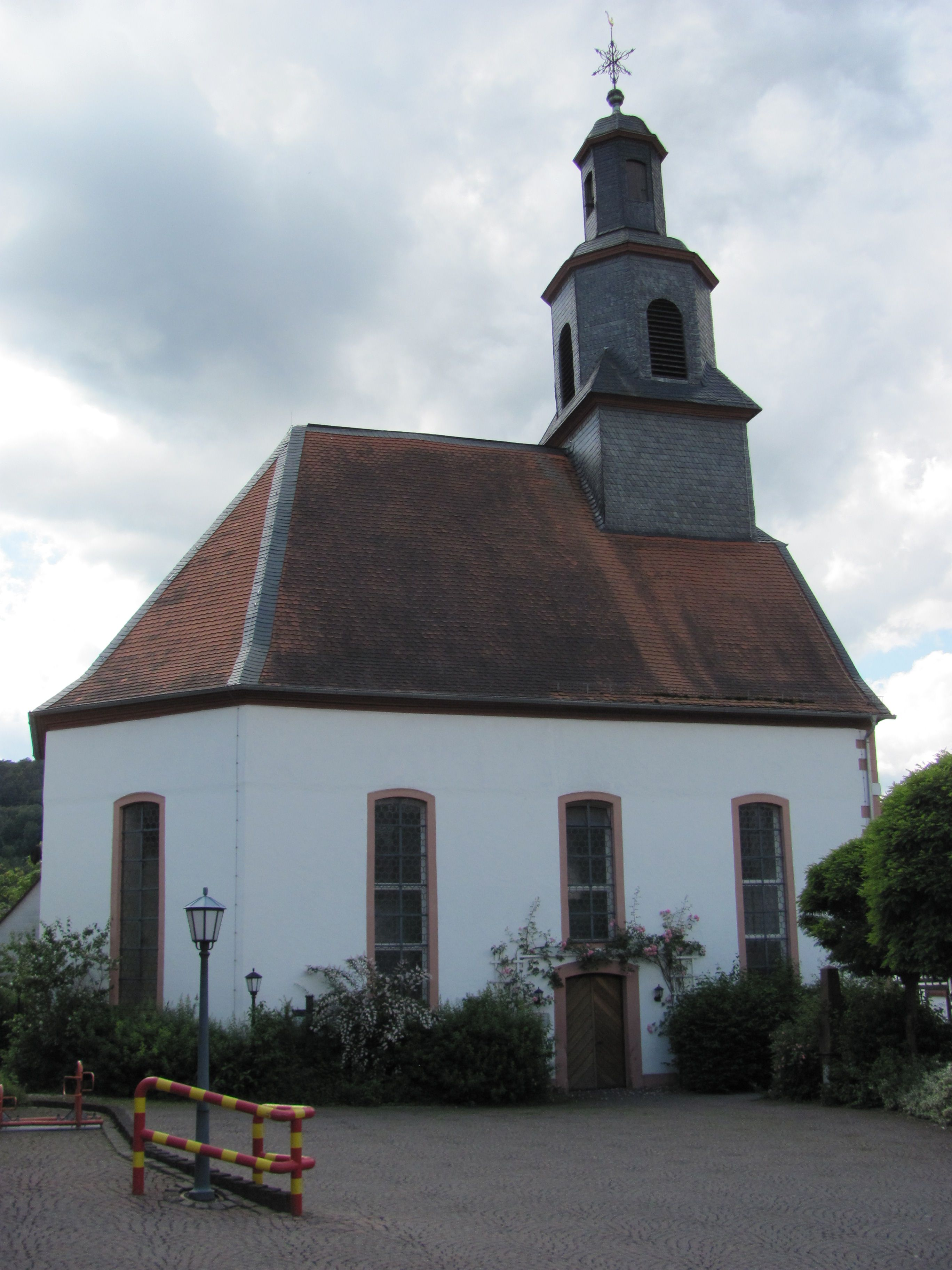
ビーバーのプロテスタントの教区教会

### プロテスタント
ビーバーゲミュントには、2つのプロテスタント教会がある。
- ルター派の教区教会、ビーバーのアム・プフラスター 16 番地
- 福音派ラウレンティウス教会、ビーバーのアム・レーマーベルク 7 番地

### カトリック教会
ビーバーゲミュントには、4つのカトリック教会がある。
- マリエ・ゲブルト教会、ビーバーのシュール通り 9 番地
- 聖マウリティウス教会、ビーバーのブルクベルク
- 洗礼者聖ヨハネス教会、カッセルのケッテラー通り 21 番地
- 聖ペータ＝パウル教会、ヴィルトハイムのキルヒ通り 10 番地

## 行政

### 議会
ビーバーゲミュントの町議会は、31議席からなる。

### 紋章
ビーバーゲミュントの紋章は、この町の異なる部分を象徴している。上部には、マインツ選帝侯の紋章の意匠である輪が描かれている。ヴィルトハイムとカッセルは、長い間マインツ選帝侯領に属していた。下部はビーバーの鉱業を象徴している。紋章の意匠の配置は、外観上、かつてのビーバーの紋章と類似している。赤と金の配色はハーナウ伯領を想起させる。

## 文化と見所

### ビーバーのビーバーゲミュント博物館
この博物館は、郷土生活資料の他に、ビーバー川の谷における鉱業を重点テーマとしている。この博物館は、ビーバー地区の連邦道B276バイパスに面しており、ビーバーゲミュント歴史協会 e. V. によって運営されている。

### 音楽
この町の多くの地区に音楽クラブがある。カッセル音楽協会、オリジナル・カッセラー・ムジカンテン 1974 e.V.、ビーバーターラームジカンテン e.V.（ビーバー）、シュピールマンスツーク・トイトニア 1963 ビーバー e.V. などである。また、純粋な歌唱（合唱）クラブも多くある。歌唱協会「リーダークランツ」1847 ビーバー e.V.、「アイニヒカイト」ヴィルトハイム 1897 e.V.、歌唱協会「ハルモニー」カッセルと「リーダークランツ」カッセル、歌唱協会「ゼンガールスト」ランツィンゲン 1924 e.V.、歌唱協会「エーデルヴァイス」ブライテンボルン/リュッツェルなどである。さらに教会合唱団「セシリア」ヴィルトハイムもある。

### スポーツ
ビーバーゲミュントには、その歴史から、とても多くのスポーツクラブがある。また、それに対応するスポーツ施設もある。市の南部には SV ゲルマニア 08 ビーバーのアンツーカーと芝生のグランドがある。カッセルとヴィルトハイムには、そのスポーツクラブ TSV 08 カッセルと TSV 09 ヴィルトハイムのグランドがある。また、ロスバッハとブライテンボルンにはボルツプラッツ（子供用のサッカーグランド）がある。町の唯一の公営水泳プールがビーバー地区のクヴェレン水泳プールである。
ビーバーのヴェーバースフェルトにトレッロベッケン（クナイプ式水浴施設）やグリル小屋を有する余暇施設がある。ロスバッハにはクナイプ水浴施設を有するバラ園がある。カッセルの中心にはテニスコートがある。

## 経済と社会資本

### 交通
ビーバーゲミュントは、アウトバーン A66号線沿いのフランクフルト・アム・マインとフルダとの間に位置している。ビルシュタインからロール・アム・マインに至る連邦道 B276号線が町内を南北に走っている。
町域の北端をアウトバーンと並行してキンツィヒタール鉄道フルダ - フランクフルト線が走っている。ビルトハイム駅には1時間毎にヴェヒタースバッハ - フランクフルト間のレギオナルバーンが発着する。ゲルンハウゼンからビーバーの高台にあるロッホボルンとの間を結ぶ狭軌の鉄道シュペッサルト鉄道は、現在の町域全体を結んでいたが、1951年に廃止された。

### 教育
- アルテブルク・シューレ、カッセル地区（基礎課程学校と本課程・実科学校）
- ビーバータール基礎課程学校、ビーバー地区
- ヴィルトハイム基礎課程学校、ヴィルトハイム地区

## 人物

### ゆかりの人物
- ヴィルム・ホーゼンフェルト（1895年 - 1952年）第二次世界大戦時のドイツ国防軍士官。彼は、初めロスバッハ地区、後にカッセル地区の教員として勤務した。ホーゼンフェルトは、ウワディスワフ・シュピルマンの自伝に書かれたことで知られる。この自伝に基づいてポーランドの映画監督ロマン・ポランスキーは「戦場のピアニスト」（3部門でオスカー獲得）を制作した。

## 引用
1. ↑  Hessisches Statistisches Landesamt: Bevölkerung in Hessen am 31.12.2023 (Landkreise, kreisfreie Städte und Gemeinden, Einwohnerzahlen auf Grundlage des Zensus 2011)]
2. ↑  2011年3月27日の町議会議員選挙結果、ヘッセン州統計局（2012年10月17日 閲覧）